# Русенско
 Тази статия е за историко-географската област.  За административната област вижте Русе (област).  За общината вижте Русе (община).
Русенско е историко-географска област в Североизточна България, около град Русе.
Територията ѝ съвпада приблизително с някогашната Русенска околия – основната част от днешните общини Русе (без село Тетово в Кубратско), Иваново (без село Табачка в Беленско), Сливо поле (без селата Кошарна, Стамболово и Черешово в Кубратско) и Ветово (без Глоджево и Смирненски в Кубратско и Кривня и Сеново в Разградско), както и селата Цар Самуил в община Тутракан и Костанденец в община Цар Калоян. Разположена е в северозападния край на Източната Дунавска равнина. Граничи с Мунтения на северозапад, Тутраканско и Кубратско на изток, Разградско и Поповско на юг и Беленско на югозапад.